# Kolorado (rzeka)
Kolorado (ang. Colorado River, hiszp. Río Colorado) – rzeka w Ameryce Północnej. Przepływa przez stany: Kolorado, Utah, Arizona, Nevada, Kalifornia oraz przez terytorium Meksyku. Należy do zlewiska Oceanu Spokojnego, gdyż uchodzi do Zatoki Kalifornijskiej, jednak ze względu na ogromny pobór wody jej poziom w największych zbiornikach retencyjnych (Mead i Powell) systematycznie spada, a także wypływ wody do delty w Meksyku jest coraz mniejszy. Stanowi większą część zachodniej granicy Arizony i południowo-wschodniej Nevady, także na niewielkim odcinku granicę USA i Meksyku.
Długość Kolorado to 2330 kilometrów, a powierzchnia dorzecza wynosi 632 tysiące km². Jest żeglowna na długości około 980 km. Źródła rzeki znajdują się w Górach Skalistych, a ujście w Zatoce Kalifornijskiej, gdzie tworzy deltę. Jej główne dopływy to San Juan, Małe Kolorado, Gila River, Green. Na rzece znajduje się kilka zbiorników wodnych (największe: Mead, Powell) i elektrowni wodnych. Ze zbiornika Havasu doprowadza się wodę Akweduktem Kolorado do Los Angeles i San Diego. Kolorado zasila również system kanałów nawadniających Imperial Valley (dł. ok. 4700 km). Średni roczny przepływ wody w rzece to 637 m³ na sekundę. Przepływ wody przy ujściu do Meksyku w porównaniu do górnego i środkowego biegu bywa stosunkowo niski, ze względu na wcześniejszy duży pobór wody do celów rolniczych oraz miejskich. Szacuje się, że wody rzeki Kolorado nawadniają około 6 milionów akrów ziemi uprawnej oraz są źródłem wody dla około 36 milionów ludzi. Na ostatniej stacji pomiarowej w USA w Winterhaven w Kalifornii (8 km przed granicą z Meksykiem) w latach 2015–2016 przepływ wody wyniósł średnio tylko 9,6 stopy sześciennej na sekundę (przy minimum 6,4 a maksimum 31,0).
Jest znana z malowniczego Wielkiego Kanionu Kolorado, który rzeka utworzyła przecinając Wyżynę Kolorado. Najbardziej malownicza część Wielkiego Kanionu o długości ok. 170 km stanowi od 1919 r. Park Narodowy Wielkiego Kanionu.

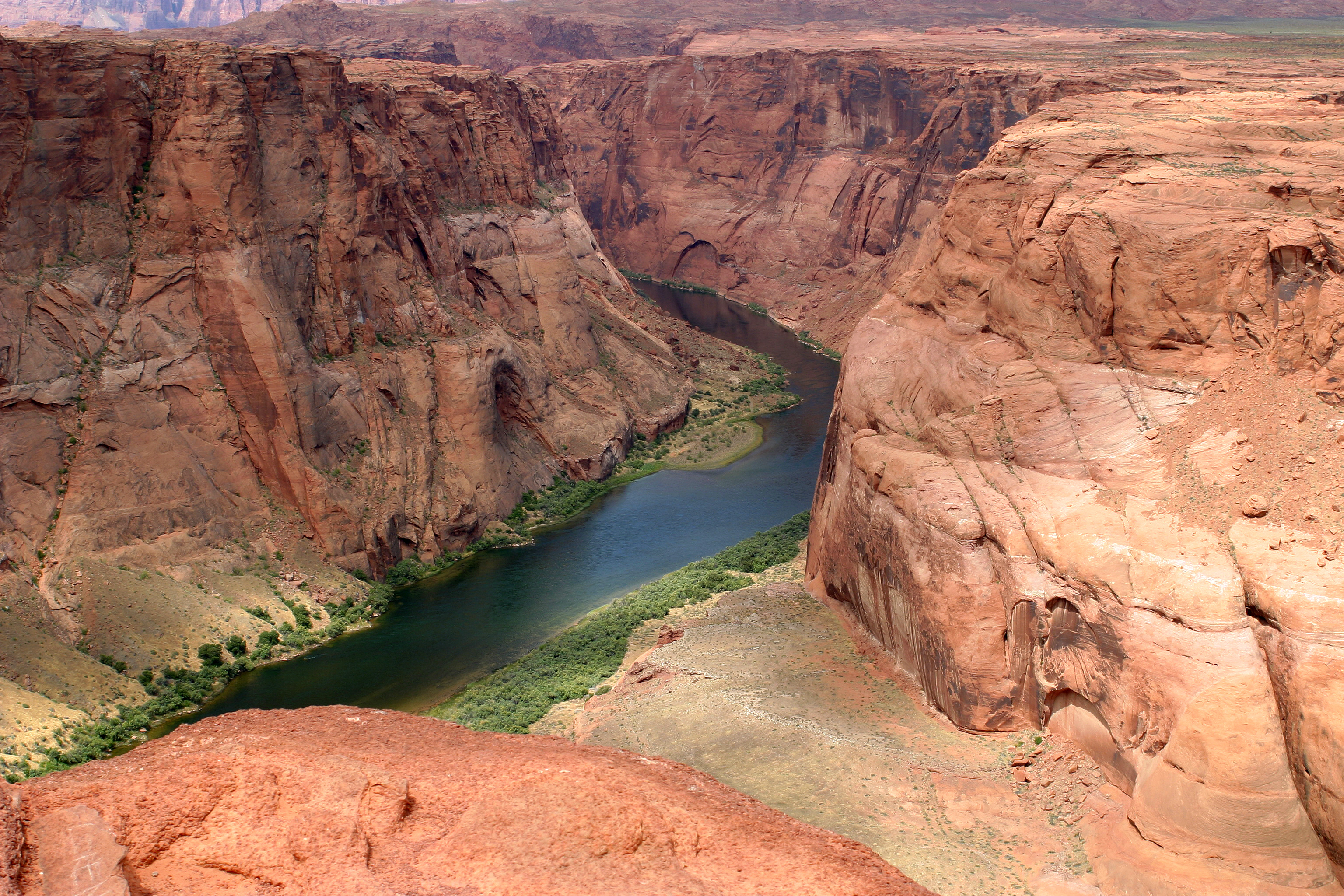
Rzeka w pobliżu miejscowości Page w Arizonie
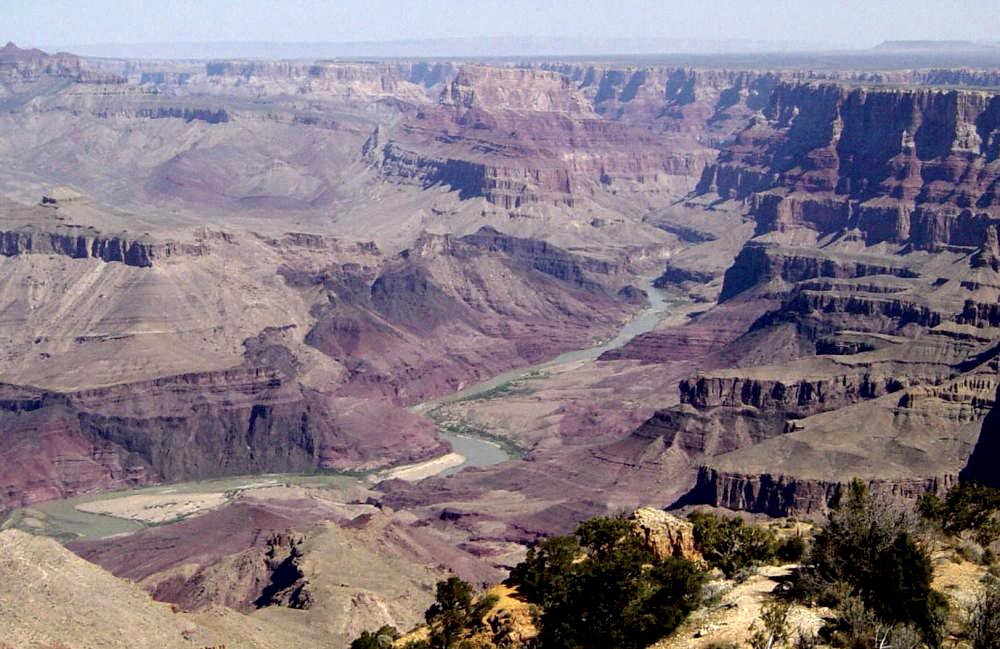
Rzeka Kolorado płynąca przez Wielki Kanion (widok z Desert View)
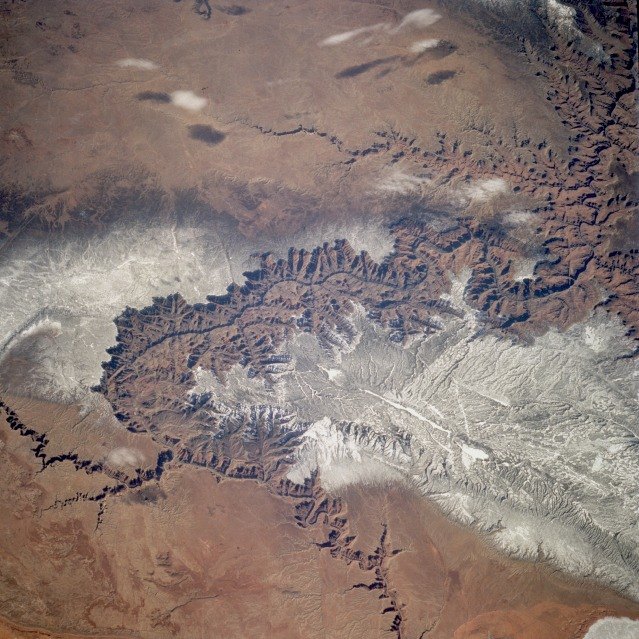
Wielki Kanion Kolorado widziany z kosmosu